# Amalrich I. von Montfort
Amalrich I. von Montfort (franz.: Amaury; † nach 1052/53) war im frühen 11. Jahrhundert der erste bekannte Herr von Montfort-l’Amaury und damit der Stammvater des Hauses Montfort-l’Amaury.
Seine Herkunft ist unklar. Ordericus Vitalis berichtete später, dass er der Sohn eines „Wilhelm von Hennegau“ gewesen sei, was allerdings in keiner zeitgenössischen Quelle belegt ist. Nach einem Eintrag in der Chronik von Saint-Denis war seine Mutter eine Dame von Nogent. Zwischen den Jahren 1022 und 1031 tritt Amalrich als Zeuge mehrerer Urkunden König Roberts II. von Frankreich auf. Im Jahr 1052/53 gründete er die Priorei Saint-Thomas in Épernon, danach wird nichts mehr zu ihm berichtet.
Er hatte mindestens zwei Söhne, seinen Nachfolger Simon I. und Mainer.